# Richard von Blanckenburg
Venz Wilhelm Richard von Blanckenburg (* 10. September 1854 in Strachmin, Kreis Köslin; † 1926) war ein preußischer Rittergutsbesitzer und Politiker.
Er stammte aus der uradligen Familie von Blanckenburg und war der Sohn von Hermann von Blanckenburg (* 1824), Gutsherrn auf Strachmin, und dessen Gemahlin Marie von Blanckenburg (* 1834). 
Blanckenburg war Besitzer des Rittergutes Schötzow im hinterpommerschen Kreis Kolberg-Körlin, Rittmeister der Reserve im Königs-Ulanen-Regiment Nr. 13 und Ehrenritter des Johanniterordens. Im Jahre 1907 wurde Blanckenburg auf Präsentation des alten und des befestigten Grundbesitzes im Landschaftsbezirk Herzogtum Kassuben Mitglied des Preußischen Herrenhauses auf Lebenszeit.